# Henri Guérin (homme politique)
Pour les articles homonymes, voir Henri Guérin et Guérin.
Henri Guérin, né le 19 décembre 1847 à Bain-de-Bretagne (Ille-et-Vilaine) et mort le 13 février 1904 à Paris, est un homme politique français.

## Biographie
Henri Guérin est le fils du notaire Henri Guérin (1820-1891), maire de Bain, président de la Chambre des notaires de l'arrondissement de Redon et de la Commission départementale d'Ille-et-Vilaine, décoré de la Légion d'honneur, et de Léonie Marie Joseph Gérard.
Après avoir suivi ses études de droit, il reprend l'étude notariale de son père et sert comme sous-officier des mobiles bretons durant le siège de Paris.
Maire de Bain-de-Bretagne et conseiller général en 1880, il est candidat républicain aux législatives en 1893. Il est élu sénateur d'Ille-et-Vilaine de 1897 à sa mort en 1904, inscrit au groupe de la Gauche républicaine.
Il meurt au no 16 rue du Vieux-Colombier à Paris.
En hommage, sa ville natale, Bain-de-Bretagne, a nommé l'une de ses écoles publiques l'école Henri-Guérin.
Il est le beau-père de Gaston Michel, ingénieur en chef de la Ville de Nantes, et le grand-père de Julien Lanoë.

## Distinctions
- Chevalier de la Légion d'honneur[1]

## Sources
- « Henri Guérin (homme politique) », dans le Dictionnaire des parlementaires français (1889-1940), sous la direction de Jean Jolly, PUF, 1960 [détail de l’édition]
- Dictionnaire biographique d'Ille-et-Vilaine, Jouve, 1895
- Claude Richomme, Nantes et sa conquête de l'eau: une histoire, des hommes, un service, éditions Opera, 1997